# Euro war
Euro war – podgatunek filmu wojennego, zapoczątkowany w połowie lat 60. XX wieku. Ponieważ większość tego typu filmów tworzona była przez Włochów, często spotykać można się również z określeniami macaroni combat i macaroni war.
Euro war zazwyczaj realizowane były przez włoskiego reżysera przy udziale włosko-hiszpańskiej ekipy. Także aktorami zazwyczaj byli Włosi bądź Hiszpanie, okazjonalnie wspierani przez aktorów amerykańskich. Większość zdjęć kręcona była w Europie.
Podobnie jak spaghetti westerny, euro war powstały na fali popularności filmów amerykańskich, w tym przypadku wojennych opowieści, takich jak chociażby Parszywa dwunastka czy Tylko dla orłów. Kręcone były one w języku włoskim, charakteryzowały się niskim budżetem i oszczędną realizacją. Większość filmów z tego gatunku rozgrywa się podczas II wojny światowej, niektóre opowiadają o najemnikach działających w krajach afrykańskich, zaś w latach 80. fabuła kilku z nich osadzona została w realiach wojny wietnamskiej.
Najbardziej znanym przedstawicielem euro war są Bohaterowie z piekła (1978; wł. Quel maledetto treno blindato, ang. The Inglorious Bastards) w reżyserii Enza G. Castellariego, które to stały się inspiracją dla Quentina Tarantino do zrealizowania Bękartów wojny (2009; ang. Inglourious Basterds).

## Ważniejsze filmy
- Brudni bohaterowie (1967)
- Komandosi (1968)
- Samobójcza misja (1968)
- Bitwa o Anzio (1968)
- Upadek tytanów (1968)
- Pustynna bitwa (1969)
- Lamparty Churchilla (1970)
- Gniazdo szerszeni (1970)
- Bohaterowie z piekła (1978)
- Siła bojowa (1978)
- Z piekła do zwycięstwa (1979)
- Ostatni łowca (1980)
- Wojenny autobus (1985)
- Wojenny autobus II (1985)
- Strike Commando (1987)
- Strike Commando 2 (1988)
- Born to Fight (1989)

## Ważniejsze osoby
- Lee Van Cleef
- Lewis Collins
- Richard Harrison
- George Hilton
- Klaus Kinski
- Bo Svenson
- David Warbeck
- Fred Williamson

## Ważniejsi reżyserzy
- Enzo G. Castellari
- Umberto Lenzi
- Antonio Margheriti